# سیارک ۹۵۸۸
سیارک ۹۵۸۸ (به انگلیسی: 9588 Quesnay، نامگذاری:1990WE2) نه هزار و پانصد و هشتاد و هشتمین سیارک کشف شده‌است که در ۱۸ نوامبر ۱۹۹۰ کشف شد.
قدر مطلق سیارک برابر ۲۰.۴ است.